# Şerefiye, Zara
Şerefiye là một thị trấn thuộc huyện Zara, tỉnh Sivas, Thổ Nhĩ Kỳ. Dân số thời điểm năm 2011 là 1.853 người.